# Episodi di Men in Trees - Segnali d'amore (prima stagione)
| nº | Titolo originale        | Titolo italiano        | Prima TV USA      | Prima TV Italia  |
| -- | ----------------------- | ---------------------- | ----------------- | ---------------- |
| 1  | Pilot                   | Viaggio in Alaska      | 12 settembre 2006 | 21 gennaio 2008  |
| 2  | Power Shift             | Black out in città     | 15 settembre 2006 | 21 gennaio 2008  |
| 3  | For What It's Worth..   | L'asta dello scapolo   | 22 settembre 2006 | 28 gennaio 2008  |
| 4  | Sink or Swim            | Cercasi gemellaggio    | 29 settembre 2006 | 28 gennaio 2008  |
| 5  | Talk for Tat            | Passioni irrefrenabili | 6 ottobre 2006    | 4 febbraio 2008  |
| 6  | The Caribou in the Room | Soltanto amici         | 13 ottobre 2006   | 4 febbraio 2008  |
| 7  | Ladies Frist            | La sorella di Marin    | 20 ottobre 2006   | 11 febbraio 2008 |
| 8  | The Buddy System        | Padre e figlio         | 27 ottobre 2006   | 11 febbraio 2008 |
| 9  | The Menaissance         | Primo capitolo         | 10 novembre 2006  | 18 febbraio 2008 |
| 10 | New York Fiction (1)    | Fuga a New York        | 30 novembre 2006  | 18 febbraio 2008 |
| 11 | New York Fiction (2)    | Ritorno al passato     | 7 dicembre 2006   | 25 febbraio 2008 |
| 12 | The Darkest Day         | Solstizio d'inverno    | 11 gennaio 2007   | 25 febbraio 2008 |
| 13 | History Lessons         | La casa nel bosco      | 18 gennaio 2007   | 3 marzo 2008     |
| 14 | Bed, Bat & Beyond       | Ritorni di fiamma      | 25 gennaio 2007   | 3 marzo 2008     |
| 15 | Take It Like a Man      | Senza nessun impegno   | 1º febbraio 2007  | 10 marzo 2008    |
| 16 | Nice Girls Finish Frist | Sorprese in famiglia   | 8 febbraio 2007   | 10 marzo 2008    |
| 17 | The Indecent Proposal   | Matrimoni in vista     | 15 febbraio 2007  | 17 marzo 2008    |